# 샤크라 (음악 그룹)
샤크라(Chakra)는 대한민국의 4인조 여성 음악 그룹이다. 2006년에 해체되었다.

## 개요
룰라(Roo'ra)의 멤버 이상민은 인도풍 음악을 추구하는 걸 그룹을 프로듀싱하기로 하였고, 사진 작가 김중만과 뮤직비디오 감독 홍종호, 댄서 채리나 등의 전문가를 섭외하여 샤크라의 이미지 메이킹을 담당하게 하였다. 샤크라가 결성되기 이전에 샤크라 멤버인 황보, 이니는 1999년 룰라, 디바, 바비 킴, 에스더(Esther), 엑스라지(X-Large)가 참여한 혼성 프로젝트 그룹인 브로스(Bros)의 앨범 제작에 참여하였다.
샤크라는 당시의 걸 그룹과는 매우 달랐던 파격적 컨셉으로 인하여 2000년 3월 1집 음반 타이틀곡인 〈한〉으로 데뷔하자마자 곧바로 주목받기 시작하였고, 인도풍의 이국적인 음악으로 많은 인기를 얻었다. 2000년 12월에는 1.5집에 해당하는 크리스마스 스페셜 앨범을 발표하였다. 2001년 3월에 발표된 2집 음반 《Chakra'Ca》는 아프리카와 동양풍의 댄스 음악으로 인기를 얻었다. 3월 말에는 MBC 《신동진의 미니콘서트》를 통하여 첫 콘서트를 개최하였다. 2집 활동 종료 이후 멤버 이니가 미국 유학으로 인해 탈퇴하고 대신 보나가 들어왔다.
다만 멤버들은 외모가 다들 빼어났는데 특히 이니는 1997년도 미스코리아 미 출신이라서 미모는 최고 수준이었다.
2002년 10월 3집 음반 《Chakra 3》은 발라드인 〈돌아와〉와 익숙한 인도풍의 음악인 〈다〉를 더블 타이틀로 내세워, 새로운 이미지와 익숙한 이미지를 모두 추구하였다. 2003년 8월에는 4집 음반 《Tomato》를 발매하여 〈난 너에게〉로 활동하였다. 그러나 2004년 려원이 탈퇴하였고, 2005년 3월 5집을 낼 계획이었으나 이것이 무산되면서 은이 탈퇴하여 연기자로 전향하였다. 이후 황보와 보나까지 탈퇴하여 샤크라는 끝내 해체되었다. 2008년 2기 샤크라인 ‘샤크라 노바’를 결성하기 위해 공개 오디션을 개최한다는 소식이 전해졌지만, 현재 상황에 대해서는 거의 알려져 있지 않다.
한편, 처음 기획 당시 멤버는 황보 이니 이현주(줄리)(현재 뜨개질 작가)   홍보라(보라)였으나   보라(홍보라)가 프로젝트 그룹 브로스 자켓 사진만 찍고 무대 활동에 참여하지 않은 채 브로스 준비 도중 그룹을 탈퇴하자 황보 이니 줄리(이현주) 이들 세 명이   브로스로 활동했다.
그러나, 줄리가 그룹 데뷔 직전 본인의 성격과 부모님의 반대로 해당 그룹을 탈퇴하자 려원 은이 합류하면서 황보 이니 려원 은 4인 체제로   꾸며지기도 했다.

## 이전 구성원
| 이름 | 소개 |
| ---- | --- |
| 황보 | - 본명: 황보혜정 - 생년월일: 1980년 8월 16일(44세) - 출생지: 대한민국 서울특별시 - 학력: 서일대학 연극영화과 - 포지션: 2대 리더, 메인보컬, 메인래퍼 - 활동기간: 2000년 ~ 2006년                                  |
| 려원 | - 본명: 정려원 - 생년월일: 1981년 1월 21일(44세) - 출생지: 대한민국 서울특별시 - 학력: 고려대학교 신문방송학과 중퇴 - 포지션: 서브보컬, 서브래퍼 - 활동기간: 2000년 ~ 2004년                                     |
| 보나 | - 본명: 최현정 - 생년월일: 1982년 6월 11일(43세) - 출생지: 대한민국 서울특별시 - 학력: 오스트레일리아(호주) 브리딘 칼리지 하이 스쿨 (Bridine College High School) - 포지션: 메인보컬 - 활동기간: 2002년 ~ 2006년 |
| 이은 | - 본명: 이경은 - 생년월일: 1984년 9월 30일(40세) - 출생지: 대한민국 경기도 안산시 - 학력: 경기대학교 - 포지션: 서브보컬 - 활동기간: 2000년 ~ 2005년                                                              |
| 이니 | - 본명: 임선홍 - 생년월일: 1979년 5월 18일(46세) - 출생지: 대한민국 경기도 성남시 - 학력: 중앙대학교 연극학과 - 포지션: 1대 리더, 서브보컬, 서브래퍼 - 활동기간: 2000년 ~ 2001년                                 |

### 멤버 변천사
- 1기 (1집 ~ 2집): 이니, 황보, 려원, 이은
- 2기 (3집 ~ 4집): 황보, 려원, 이은, 보나

## 음반 목록
- Chakra (2000)
- Chakra's Ringing Gingle Bells (2000)
- Chakra'Ca (2001)
- Chakra 3 (2002)
- Tomato (2003)

## 수상 내역
- 2000년 - 골든디스크 신인상
- 2000년 - SBS 가요대전 신인상
- 2000년 - 하이원 서울가요대상 신인상
- 2000년 - MBC 10대 가수가요제 신인상
- 2000년 - 코리안 뮤직 어워드 신인상
- 2001년 - SBS 가요대전 패션리더상
- 2002년 - SBS 가요대전 댄스부문상
- 2003년 - SBS 가요대전 댄스부문상

### 가요 프로그램 1위
| 연도            | 수상 내역 |
| --------------- | --- |
| 2000년 (총 4회) | - 한 - 4월 14일 KMTV 《쇼! 뮤직탱크》 1위 - 4월 21일 KMTV 《쇼! 뮤직탱크》 1위 (2주 연속) - 4월 28일 KMTV 《쇼! 뮤직탱크》 1위 (3주 연속) - 4월 30일 SBS 《인기가요》 1위 |
| 2001년 (총 1회) | - 끝 - 4월 29일 SBS 《인기가요》 1위 |

## 광고
- 2001년 롯데제과 멜리치
- 2002년 대한민국 보건복지부 금연 월드컵 캠페인 (보건복지부 금연 홍보 대사 자격으로 출연)